# Campionati europei di atletica leggera 2010 - 5000 metri piani femminili
La competizione si è svolta il 1º agosto 2010.

## Podio
| #       | Atleta            | Nazionalità | Tempo    | Note |
| ------- | ----------------- | ----------- | -------- | ---- |
| Oro     | Elvan Abeylegesse | Turchia     | 14'54"44 | CR   |
| Argento | Sara Moreira      | Portogallo  | 14'54"71 | PB   |
| Bronzo  | Jéssica Augusto   | Portogallo  | 14'58"47 |      |

## Record
Prima di questa competizione, il record del mondo (RM), il record europeo (EU) ed il record dei campionati (RC) sono i seguenti:
| Record                | Prestazione | Atleta                   | Data                            | Competizione            |
| --------------------- | ----------- | ------------------------ | ------------------------------- | ----------------------- |
| Record mondiale       | 14'11"15    | Tirunesh Dibaba Etiopia  | 6 giugno 2008 Oslo, Norvegia    |                         |
| Record europeo        | 14'23"75    | Liliya Shobukhova Russia | 19 luglio 2008 Kazan', Russia   |                         |
| Record dei campionati | 14'56"18    | Marta Domínguez Spagna   | 12 agosto 2006 Göteborg, Svezia | Campionati europei 2006 |

## Programma
| Date           | Time  | Round |
| -------------- | ----- | ----- |
| 1º agosto 2010 | 20:40 | Final |

## Risultati

### Finale
| Pos     | Nome                      | Nazionalità | Tempo    | Note |
| ------- | ------------------------- | ----------- | -------- | ---- |
| Oro     | Elvan Abeylegesse         | Turchia     | 14:54.44 |      |
| Argento | Sara Moreira              | Portogallo  | 14:54.71 | PB   |
| Bronzo  | Jéssica Augusto           | Portogallo  | 14:58.47 |      |
| 4       | Mariya Konovalova         | Russia      | 15:08.84 |      |
| 5       | Elena Romagnolo           | Italia      | 15:14.40 | SB   |
| 6       | Sabine Fischer            | Svizzera    | 15:19.80 | PB   |
| 7       | Anikó Kálovics            | Ungheria    | 15:29.44 | SB   |
| 8       | Olga Golovkina            | Russia      | 15:31.11 |      |
| 9       | Judith Plá                | Spagna      | 15:35.01 |      |
| 10      | Karoline Bjerkeli Grøvdal | Norvegia    | 15:41.42 |      |
| 11      | Krisztina Papp            | Ungheria    | 15:52.83 |      |
| 12      | Ragnhild Kvarberg         | Norvegia    | 15:59.80 |      |
| 13      | Gema Barrachina           | Spagna      | 16:00.51 |      |
| 14      | Roxana Bârca              | Romania     | 16:06.10 |      |
|         | Lidia Chojecka            | Polonia     |          | DNF  |
|         | Volha Krautsova           | Belgio      |          | DNF  |
| dq      | Alemitu Bekele            | Turchia     | 14:52.20 |      |
| dq      | Meryem Erdoğan            | Turchia     | 15:14.92 |      |
| dq      | Yelizaveta Grechishnikova | Russia      | 15:16.19 |      |